# سروج (تركيا)
سَرُوج (بالتركية: سروݘ/Suruç؛ بالكردية: پرسووس) بلدة قريبة من حران من ديار مضر. هي إحدى مدن الأقاليم السورية الشمالية[بحاجة لمصدر] التي اقتطعت من سوريا وضمت إلى تركيا في معاهدة لوزان عام 1923. تقع في محافظة أورفة. أغلب سكانها اليوم من الأكراد. تبعد 10 كم إلى الشمال الشرقي من مدينة عين العرب السورية.

## الإسلام في المنطقة
مثل غالبية الأكراد في تركيا، أغلبية السكان في منطقة سروج هم من أهل السنة والجماعة.